# Litwa w Konkursie Piosenki Eurowizji Junior
Litwa w Konkursie Piosenki Eurowizji Junior zadebiutowała  w 2007. Od czasu debiutu konkursem w kraju zajmował się litewski nadawca LRT.

## Historia Litwy w Konkursie Piosenki Eurowizji Junior

### Konkurs Piosenki Eurowizji Junior 2007
Litewski nadawca LRT potwierdził swój debiut w 5. Konkursie Piosenki Eurowizji Junior. Telewizja wybrała swojego reprezentanta za pośrednictwem preselekcji Mažųjų žvaigždžių ringas. Preselekcje składały się z czterech półfinałów, które trwały wówczas od 6 do 27 września 2008. 21 października 2007 finał programu wygrała Lina Joy z piosenką „Kai miestas snaudžia”. O możliwość reprezentowania Litwy rywalizowało łącznie 12 uczestników. Zwycięzca został wybrany na podstawie głosowania telewidzów oraz pięcioosobowego jury.
8 grudnia 2007 Lina wystąpiła jako szesnasta w kolejności i zajęła 13. miejsce zdobywszy 33 punkty. 

### Konkurs Piosenki Eurowizji Junior 2008
Nadawca LRT ponownie potwierdził udział w 6. Konkursie Piosenki Eurowizji Junior. Reprezentanta ponownie wybrał za pośrednictwem presleekcji Mažųjų žvaigždžių ringas. W finale wystąpiło łącznie 12 kandydatów. Finał wygrała Eglė Jurgaitytė, zdobywając największą ilość w głosowaniu jurorów oraz telewidzów. 
22 listopada 2008 Eglė, wystąpiła jako trzynasta w kolejności i zajęła 3. miejsce zdobywszy 103 punkty. Jest to najwyższy wynik osiągnięty przez Litwę. 

### Konkurs Piosenki Eurowizji Junior 2009: Brak udziału
W 2009 Litwa nie znalazła się na liście krajów uczestniczących. 

### Konkurs Piosenki Eurowizji Junior 2010
Litwa wzięła udział w 8. Konkursie Piosenki Eurowizji Junior. Swojego reprezentanta wybrała poprzez krajowy finał Vaikų Eurovizijos nacionalinė atranka. Krajowe preselekcje składały się z dwóch półfinałów oraz finału. W pierwszych dwóch rundach, które odbyły się 12 i 19 września 2010, kombinacja głosów jury oraz publicznego głosowania telewizyjnego wyłoniła finalistów. W finale, który miał miejsce 26 września 2010 rywalizowało łącznie 12 uczestników. Superfinalistów wyłoniono w dwóch turach głosowania. Do superfinału zakwalifikowali się UPS („Čiuk - Čiuku”), Milita Daikerytė („Tarp tavęs ir manęs”) i Bartas („Oki Doki”).
Superfinał preselekcji wygrał 14-letni Bartas, z utworem „Oki Doki”, uzyskując tym samym prawo do reprezentowania Litwy w konkursie. 20 listopada Bartas wystąpił jako pierwszy w kolejności na konkursie organizowanym w Mińsku na Białorusi. Zajął 6. miejsce zdobywszy 67 punktów.

### Konkurs Piosenki Eurowizji Junior 2011
15 lipca 2011 Litwa znalazła się na liście krajów uczestniczącyh w 9. Konkursie Piosenki Eurowizji Junior opublikowanej przez EBU. Litewski nadawca zdecydował się wybrać swojego reprezentanta za pośrednictwem preselekcji Vaikų Eurovizijos nacionalinė atranka. W finale który odbył się 18 września 2011 rywalizowało 11 uczestników. Zwycięzca został wyłoniony w dwóch turach głosowania. W pierwszej turze głosowania została wybrana trójka najlepszych uczestników którzy awansują do superfinału, natomiast w drugiej turze jury wybierało zwycięzcę. Do superfinału zakwalifkowali się: Paulina Skrabytė („Debesys”), Bernardas Garbačiauskas („Namo”) i Milita Daikerytė („Degu ritmu”).
Superfinał wygrała 11-letnia Paulina Skrabyté z piosenką „Debesys”, uzyskując tym samym prawo do reprezentowania Litwy w konkursie. 3 grudnia 2011 odbył się finał konkursu organizowanego w Erywaniu. Paulina wystąpiła jako szósta w kolejności startowej i zajęła 10. miejsce zdobywając 53 punkty.

### Konkurs Piosenki Eurowizji Junior 2012–2024: Brak udziału
27 czerwca 2012 litewski nadawca LRT ogłosił, że wycofuje się z udziału w konkursie w 2012 z powodu wysokich kosztów transmisji Letnich Igrzysk Olimpijskich 2012 i Mistrzostw Europy w Piłce Nożnej 2012, co pozostawia brak środków na sfinansowanie udziału w konkursie.
W 2018 Audrius Giržadas, szef delegacji Litwy w Konkursie Piosenki Eurowizji wyjaśniając przyczynę absencji Litwy w konkursie stwierdził: „,ten konkurs stał się klonem głównego Konkursu Piosenki Eurowizji i nie ma nic wspólnego z dzieciństwem, małe dziewczynki wychodzą na scenę z przyciętymi włosami, sklejonymi rzęsami i gołym brzuchem, kopiując Beyoncé i Christinę Aguilerę – to nie jest wydarzeniem, w którym chcielibyśmy uczestniczyć”. W 2019 Litwa nie brała udziału, ale konkurs był transmitowany na Litwie za pośrednictwem stacji TVP Wilno.
W 2020 Litwa nie znalazła się na liście krajów uczestniczących. W 2021 Audrius Giržadas stwierdził, że kraj nie powróci do udziału w konkursie z powodu zbyt wysokich kosztów udziału, które nie opłacają się biorąc pod uwagę oglądalność konkursu na Litwie, podczas gdy kraj jeszcze uczestniczył w konkursie. W 2022 Lina Patskočimaitė, szefowa działu prasowego litewskiego nadawcy LRT potwierdziła, że kraj nie weźmie udziału, nie podając przyczyny takiej decyzji. 
13 listopada 2023 litewski nadawca ogłosił, że będzie transmitował konkurs w 2023. 23 listopada ujawniono, że nadawca LRT planuje również transmitować konkurs który odbędzie się w 2024, a następnie w 2025 rozważyć powrót do udziału w konkursie po 14 latach. Widzowie uzyskani w latach 2023–2024 zostaną przeanalizowani przez depertament nadawcy, aby zweryfikować czy udział w konkursie jest opłacalny dla stacji. 28 listopada ujawniono, że transmisja konkursu w 2023 przyniosła oglądalność na poziomie 83 tys widzów, co przełożyło się na udziały w rynku na poziomie 8,3%. Transmisja konkursu w 2024 emitowanego na kanale LRT Plius wyniosła 18 tys widzów, co przełożyło się na udziały w rynku na poziomie 1,85%.

## Uczestnictwo
Litwa uczestniczyła w Konkursie Piosenki Eurowizji Junior w latach 2007–2008 i 2010–2011. Poniższa tabela uwzględnia wszystkich litewskich reprezentantów, tytuły konkursowych piosenek i języki w których były śpiewane oraz wyniki w poszczególnych latach.
| Rok                        | Artysta          | Piosenka               | Język    | Miejsce | Punkty |
| -------------------------- | ---------------- | ---------------------- | -------- | ------- | ------ |
| 2007                       | Lina Joy         | „Kai miestas snaudžia” | litewski | 13      | 33     |
| 2008                       | Eglė Jurgaitytė  | „Laiminga Diena”       | litewski | 3       | 103    |
| Brak reprezentanta w 2009  |                  |                        |          |         |        |
| 2010                       | Bartas           | „Oki Doki”             | litewski | 6       | 67     |
| 2011                       | Paulina Skrabyté | „Debesys”              | litewski | 10      | 53     |
| Brak reprezentanta od 2012 |                  |                        |          |         |        |

Legenda:
     1 miejsce
     2 miejsce
     3 miejsce

## Historia głosowania w finale (2007–2011)
Poniższe tabele pokazują, którym krajom Litwa przyznawała w finale konkursu punkty oraz od których państw litewscy reprezentanci otrzymywali noty.
| Miejsce | Państwo  | Punkty |
| ------- | -------- | ------ |
| 1       | Gruzja   | 34     |
| 2       | Rosja    | 22     |
| 3       | Białoruś | 19     |
| 4       | Ukraina  | 17     |
| 5       | Serbia   | 12     |

| Miejsce | Państwo            | Punkty |
| ------- | ------------------ | ------ |
| 1       | Gruzja             | 28     |
| 2       | Serbia             | 19     |
| 3       | Rosja              | 15     |
| 4       | Belgia             | 14     |
| 5.      | Macedonia Północna | 14     |

## Komentatorzy i sekretarze
Spis poniżej przedstawia wszystkich litewskich komentatorów konkursu oraz krajowych sekretarzy podających punkty w finale.
| Komentatorzy i sekretarze z Litwy                  | Komentatorzy i sekretarze z Litwy | Komentatorzy i sekretarze z Litwy |
| Rok                                                | Komentator                        | Sekretarz                         |
| -------------------------------------------------- | --------------------------------- | --------------------------------- |
| 2007                                               | Darius Užkuraitis                 | Indrė Grikšelytė                  |
| 2008                                               | Darius Užkuraitis                 | Lina Joy                          |
| Brak reprezentanta i transmisji w 2009             |                                   |                                   |
| 2010                                               | Darius Užkuraitis                 | Bernardas Garbačiauskas           |
| 2011                                               | Darius Užkuraitis                 | Dominykas Žvirblis                |
| Brak reprezentanta i transmisji w latach 2012–2022 |                                   |                                   |
| 2023                                               | Ramūnas Zilnys                    | Kraj nie brał udziału w konkursie |
| 2024                                               | Ramūnas Zilnys                    | Kraj nie brał udziału w konkursie |